# Guilty Gear: Dust Strikers
Guilty Gear: Dust Strikers est un jeu vidéo de combat sorti en 2006 sur Nintendo DS. Le jeu a été développé par Arc System Works et édité par Majesco.